# Marko Asell
Marko Asell (n. 8 mai 1970, Ylöjärvi, Häme Province⁠(d), Finlanda) este un politician finlandez, medaliat olimpic. A participat la o ediție a Jocurilor Olimpice (1996) în care a câștigat o medalie de argint.

## Participări
Lista de mai jos prezintă principalele competiții la care a participat Marko Asell de-a lungul carierei.
- wrestling at the 1996 Summer Olympics – men's Greco-Roman 74 kg[*]